# Fußball-Weltmeisterschaft 2006/Gruppe B
Resultate der Gruppe B der Fußball-Weltmeisterschaft 2006:
| Pl. | Land                | Sp. | S | U | N | Tore    | Diff. | Punkte |
| --- | ------------------- | --- | - | - | - | ------- | ----- | ------ |
| 1.  | England             | 3   | 2 | 1 | 0 | 005:200 | +3    | 07     |
| 2.  | Schweden            | 3   | 1 | 2 | 0 | 003:200 | +1    | 05     |
| 3.  | Paraguay            | 3   | 1 | 0 | 2 | 002:200 | ±0    | 03     |
| 4.  | Trinidad und Tobago | 3   | 0 | 1 | 2 | 000:400 | −4    | 01     |

## England – Paraguay 1:0 (1:0)
| England                                                             | England | Paraguay | Paraguay | Aufstellung                        |
| ------------------------------------------------------------------- | --- | --- | -------- | ---------------------------------- |
| England                                                             | \| 10. Juni 2006 um 15:00 Uhr in Frankfurt am Main (Commerzbank-Arena) \| \| Zuschauer: 48.000 (ausverkauft) \| \| Schiedsrichter: Marco Antonio Rodríguez ( Mexiko) \| \| Spielbericht \|                                                           | \| 10. Juni 2006 um 15:00 Uhr in Frankfurt am Main (Commerzbank-Arena) \| \| Zuschauer: 48.000 (ausverkauft) \| \| Schiedsrichter: Marco Antonio Rodríguez ( Mexiko) \| \| Spielbericht \|                                                                                               | Paraguay | Aufstellung England gegen Paraguay |
| England                                                             | Paul Robinson – Gary Neville, Rio Ferdinand, John Terry, Ashley Cole – David Beckham , Steven Gerrard, Frank Lampard, Joe Cole (83. Owen Hargreaves) – Michael Owen (56. Stewart Downing), Peter Crouch Cheftrainer: Sven-Göran Eriksson ( Schweden) | Justo Villar (8. Aldo Bobadilla) – Denis Caniza, Carlos Gamarra , Julio César Cáceres, Delio Toledo (82. Jorge Núñez) – Carlos Bonet (68. Nelson Cuevas), Roberto Acuña, Carlos Humberto Paredes, Cristian Riveros – Nelson Valdez, Roque Santa Cruz Cheftrainer: Aníbal Ruiz ( Uruguay) | Paraguay | Aufstellung England gegen Paraguay |
| England                                                             | 1:0 Gamarra (3., Eigentor) | | Paraguay | Aufstellung England gegen Paraguay |
| England                                                             | Gerrard (19.), Crouch (63.) | Valdez (22.) | Paraguay | Aufstellung England gegen Paraguay |
| England                                                             | Spieler des Spiels: Frank Lampard (England) | | Paraguay | Aufstellung England gegen Paraguay |
| 10. Juni 2006 um 15:00 Uhr in Frankfurt am Main (Commerzbank-Arena) | | |          |                                    |
| Zuschauer: 48.000 (ausverkauft)                                     | | |          |                                    |
| Schiedsrichter: Marco Antonio Rodríguez ( Mexiko)                   | | |          |                                    |
| Spielbericht                                                        | | |          |                                    |

Besonderheiten:
- Gamarra erzielt das früheste Eigentor der WM-Geschichte.
- Die Auswechslung von Paraguays Torhüter Villar in der 8. Spielminute war der früheste Torwartwechsel in der WM-Geschichte.

## Trinidad und Tobago – Schweden 0:0
| Trinidad und Tobago                                       | Trinidad und Tobago | Schweden | Schweden | Aufstellung                                    |
| --------------------------------------------------------- | --- | --- | -------- | ---------------------------------------------- |
| Trinidad und Tobago                                       | \| 10. Juni 2006 um 18:00 Uhr in Dortmund (Westfalenstadion) \| \| Zuschauer: 62.959 (ausverkauft) \| \| Schiedsrichter: Shamsul Maidin ( Singapur) \| \| Spielbericht \|                                                                                 | \| 10. Juni 2006 um 18:00 Uhr in Dortmund (Westfalenstadion) \| \| Zuschauer: 62.959 (ausverkauft) \| \| Schiedsrichter: Shamsul Maidin ( Singapur) \| \| Spielbericht \| | Schweden | Aufstellung Trinidad und Tobago gegen Schweden |
| Trinidad und Tobago                                       | Shaka Hislop – Dennis Lawrence, Brent Sancho, Avery John, Cyd Gray – Christopher Birchall, Carlos Edwards, Densill Theobald (67. Aurtis Whitley) – Collin Samuel (53. Cornell Glen), Dwight Yorke – Stern John Cheftrainer: Leo Beenhakker ( Niederlande) | Rami Shaaban – Niclas Alexandersson, Olof Mellberg , Teddy Lučić, Erik Edman – Tobias Linderoth (73. Kim Källström) – Christian Wilhelmsson (79. Mattias Jonson), Freddie Ljungberg, Anders Svensson (62. Marcus Allbäck) – Henrik Larsson, Zlatan Ibrahimović Cheftrainer: Lars Lagerbäck | Schweden | Aufstellung Trinidad und Tobago gegen Schweden |
| Trinidad und Tobago                                       | A. John (15.), Yorke (74.) | Larsson (90.) | Schweden | Aufstellung Trinidad und Tobago gegen Schweden |
| Trinidad und Tobago                                       | A. John (46., wiederholtes Foulspiel) | | Schweden | Aufstellung Trinidad und Tobago gegen Schweden |
| Trinidad und Tobago                                       | Spieler des Spiels: Dwight Yorke (Trinidad und Tobago) | | Schweden | Aufstellung Trinidad und Tobago gegen Schweden |
| 10. Juni 2006 um 18:00 Uhr in Dortmund (Westfalenstadion) | | |          |                                                |
| Zuschauer: 62.959 (ausverkauft)                           | | |          |                                                |
| Schiedsrichter: Shamsul Maidin ( Singapur)                | | |          |                                                |
| Spielbericht                                              | | |          |                                                |

Besonderheiten:
- Dieses Spiel war die erste Partie Trinidad und Tobagos bei einer Weltmeisterschaft.
- Avery John (Trinidad und Tobago) erhielt den ersten Platzverweis der Weltmeisterschaft.
- Bei beiden Mannschaften verletzten sich beim Aufwärmen vor dem Spiel die Stammtorhüter, so dass die Ersatzkeeper ins Tor mussten.

## England – Trinidad und Tobago 2:0 (0:0)
| England                                                 | England | Trinidad und Tobago | Trinidad und Tobago | Aufstellung                                   |
| ------------------------------------------------------- | --- | --- | ------------------- | --------------------------------------------- |
| England                                                 | \| 15. Juni 2006 um 18:00 Uhr in Nürnberg (Frankenstadion) \| \| Zuschauer: 41.000 (ausverkauft) \| \| Schiedsrichter: Tōru Kamikawa ( Japan) \| \| Spielbericht \| | \| 15. Juni 2006 um 18:00 Uhr in Nürnberg (Frankenstadion) \| \| Zuschauer: 41.000 (ausverkauft) \| \| Schiedsrichter: Tōru Kamikawa ( Japan) \| \| Spielbericht \|                                                                                      | Trinidad und Tobago | Aufstellung England gegen Trinidad und Tobago |
| England                                                 | Paul Robinson – Ashley Cole, John Terry, Jamie Carragher (58. Aaron Lennon), Rio Ferdinand – Steven Gerrard, David Beckham , Frank Lampard, Joe Cole (75. Stewart Downing) – Michael Owen (58. Wayne Rooney), Peter Crouch Cheftrainer: Sven-Göran Eriksson ( Schweden) | Shaka Hislop – Carlos Edwards, Brent Sancho, Dennis Lawrence, Cyd Gray – Christopher Birchall, Aurtis Whitley, Densill Theobald (85. Evans Wise), Dwight Yorke – Stern John, Kenwyne Jones (70. Cornell Glen) Cheftrainer: Leo Beenhakker ( Niederlande) | Trinidad und Tobago | Aufstellung England gegen Trinidad und Tobago |
| England                                                 | 1:0 Crouch (83.) 2:0 Gerrard (90.+1') | | Trinidad und Tobago | Aufstellung England gegen Trinidad und Tobago |
| England                                                 | Lampard (64.) | Theobald (18.), Whitley (19.), Jones (45.+1'), Hislop (47.), Gray (56.) | Trinidad und Tobago | Aufstellung England gegen Trinidad und Tobago |
| England                                                 | Spieler des Spiels: David Beckham (England) | | Trinidad und Tobago | Aufstellung England gegen Trinidad und Tobago |
| 15. Juni 2006 um 18:00 Uhr in Nürnberg (Frankenstadion) | | |                     |                                               |
| Zuschauer: 41.000 (ausverkauft)                         | | |                     |                                               |
| Schiedsrichter: Tōru Kamikawa ( Japan)                  | | |                     |                                               |
| Spielbericht                                            | | |                     |                                               |

## Schweden – Paraguay 1:0 (0:0)
| Schweden                                              | Schweden | Paraguay | Paraguay | Aufstellung                         |
| ----------------------------------------------------- | --- | --- | -------- | ----------------------------------- |
| Schweden                                              | \| 15. Juni 2006 um 21:00 Uhr in Berlin (Olympiastadion) \| \| Zuschauer: 72.000 (ausverkauft) \| \| Schiedsrichter: Ľuboš Micheľ ( Slowakei) \| \| Spielbericht \| | \| 15. Juni 2006 um 21:00 Uhr in Berlin (Olympiastadion) \| \| Zuschauer: 72.000 (ausverkauft) \| \| Schiedsrichter: Ľuboš Micheľ ( Slowakei) \| \| Spielbericht \| | Paraguay | Aufstellung Schweden gegen Paraguay |
| Schweden                                              | Andreas Isaksson – Niclas Alexandersson, Olof Mellberg , Teddy Lučić, Erik Edman – Tobias Linderoth, Kim Källström (86. Johan Elmander), Christian Wilhelmsson (68. Mattias Jonson), Freddie Ljungberg – Zlatan Ibrahimović (46. Marcus Allbäck), Henrik Larsson Cheftrainer: Lars Lagerbäck | Aldo Bobadilla – Denis Caniza, Julio César Cáceres, Carlos Gamarra , Jorge Núñez – Carlos Bonet (81. Édgar Barreto), Roberto Acuña, Cristian Riveros (62. Julio Dos Santos) – Carlos Humberto Paredes – Roque Santa Cruz (63. Dante López), Nelson Valdez Cheftrainer: Aníbal Ruiz ( Uruguay) | Paraguay | Aufstellung Schweden gegen Paraguay |
| Schweden                                              | 1:0 Ljungberg (89.) | | Paraguay | Aufstellung Schweden gegen Paraguay |
| Schweden                                              | Linderoth (14.), Lučić (48.), Allbäck (60.) | Caniza (3.), Acuña (51.), Paredes (74.), Barreto (85.) | Paraguay | Aufstellung Schweden gegen Paraguay |
| Schweden                                              | Spieler des Spiels: Freddie Ljungberg (Schweden) | | Paraguay | Aufstellung Schweden gegen Paraguay |
| 15. Juni 2006 um 21:00 Uhr in Berlin (Olympiastadion) | | |          |                                     |
| Zuschauer: 72.000 (ausverkauft)                       | | |          |                                     |
| Schiedsrichter: Ľuboš Micheľ ( Slowakei)              | | |          |                                     |
| Spielbericht                                          | | |          |                                     |

## Schweden – England 2:2 (0:1)
| Schweden                                                 | Schweden | England | England | Aufstellung                        |
| -------------------------------------------------------- | --- | --- | ------- | ---------------------------------- |
| Schweden                                                 | \| 20. Juni 2006 um 21:00 Uhr in Köln (Rheinenergiestadion) \| \| Zuschauer: 45.000 (ausverkauft) \| \| Schiedsrichter: Massimo Busacca ( Schweiz) \| \| Spielbericht \| | \| 20. Juni 2006 um 21:00 Uhr in Köln (Rheinenergiestadion) \| \| Zuschauer: 45.000 (ausverkauft) \| \| Schiedsrichter: Massimo Busacca ( Schweiz) \| \| Spielbericht \|                                                                          | England | Aufstellung Schweden gegen England |
| Schweden                                                 | Andreas Isaksson – Niclas Alexandersson, Olof Mellberg , Teddy Lučić, Erik Edman – Tobias Linderoth (90.+1' Daniel Andersson), Kim Källström, Mattias Jonson (54. Christian Wilhelmsson), Freddie Ljungberg – Marcus Allbäck (75. Johan Elmander), Henrik Larsson Cheftrainer: Lars Lagerbäck | Paul Robinson – Ashley Cole, John Terry, Jamie Carragher, Rio Ferdinand (56. Sol Campbell) – Owen Hargreaves, David Beckham , Frank Lampard, Joe Cole – Michael Owen (4. Peter Crouch), Wayne Rooney Cheftrainer: Sven-Göran Eriksson ( Schweden) | England | Aufstellung Schweden gegen England |
| Schweden                                                 | 1:1 Allbäck (51.) 2:2 Larsson (90.) | 0:1 J. Cole (34.) 1:2 Gerrard (85.) | England | Aufstellung Schweden gegen England |
| Schweden                                                 | Alexandersson (83.), Ljungberg (87.) | Hargreaves (76.) | England | Aufstellung Schweden gegen England |
| Schweden                                                 | Das 1:1 war das 2.000. WM-Tor | | England | Aufstellung Schweden gegen England |
| Schweden                                                 | Spieler des Spiels: Joe Cole (England) | | England | Aufstellung Schweden gegen England |
| 20. Juni 2006 um 21:00 Uhr in Köln (Rheinenergiestadion) | | |         |                                    |
| Zuschauer: 45.000 (ausverkauft)                          | | |         |                                    |
| Schiedsrichter: Massimo Busacca ( Schweiz)               | | |         |                                    |
| Spielbericht                                             | | |         |                                    |

Besonderheit:
- Allbäck erzielte das 2000. Tor der WM-Geschichte.

## Paraguay – Trinidad und Tobago 2:0 (1:0)
| Paraguay                                                            | Paraguay | Trinidad und Tobago | Trinidad und Tobago | Aufstellung                                    |
| ------------------------------------------------------------------- | --- | --- | ------------------- | ---------------------------------------------- |
| Paraguay                                                            | \| 20. Juni 2006 um 21:00 Uhr in Kaiserslautern (Fritz-Walter-Stadion) \| \| Zuschauer: 46.000 (ausverkauft) \| \| Schiedsrichter: Roberto Rosetti ( Italien) \| \| Spielbericht \| | \| 20. Juni 2006 um 21:00 Uhr in Kaiserslautern (Fritz-Walter-Stadion) \| \| Zuschauer: 46.000 (ausverkauft) \| \| Schiedsrichter: Roberto Rosetti ( Italien) \| \| Spielbericht \|                                                                                            | Trinidad und Tobago | Aufstellung Paraguay gegen Trinidad und Tobago |
| Paraguay                                                            | Aldo Bobadilla – Denis Caniza (89. Paulo da Silva), Carlos Gamarra , Julio César Cáceres (77. Julio Manzur), Jorge Núñez – Roberto Acuña, Carlos Humberto Paredes, Julio Dos Santos, Édgar Barreto – Nelson Valdez (66. Nelson Cuevas), Roque Santa Cruz Cheftrainer: Aníbal Ruiz ( Uruguay) | Kelvin Jack – Brent Sancho, Dennis Lawrence, Avery John (31. Kenwyne Jones), Carlos Edwards – Christopher Birchall, Aurtis Whitley (67. Russell Latapy), Densill Theobald, Dwight Yorke , Stern John, Cornell Glen (41. Evans Wise) Cheftrainer: Leo Beenhakker ( Niederlande) | Trinidad und Tobago | Aufstellung Paraguay gegen Trinidad und Tobago |
| Paraguay                                                            | 1:0 Sancho (25., Eigentor) 2:0 Cuevas (86.) | | Trinidad und Tobago | Aufstellung Paraguay gegen Trinidad und Tobago |
| Paraguay                                                            | Paredes (30.), Dos Santos (54.) | Sancho (45.), Whitley (48.) | Trinidad und Tobago | Aufstellung Paraguay gegen Trinidad und Tobago |
| Paraguay                                                            | Spieler des Spiels: Julio Dos Santos (Paraguay) | | Trinidad und Tobago | Aufstellung Paraguay gegen Trinidad und Tobago |
| 20. Juni 2006 um 21:00 Uhr in Kaiserslautern (Fritz-Walter-Stadion) | | |                     |                                                |
| Zuschauer: 46.000 (ausverkauft)                                     | | |                     |                                                |
| Schiedsrichter: Roberto Rosetti ( Italien)                          | | |                     |                                                |
| Spielbericht                                                        | | |                     |                                                |